# Rosières-en-Santerre
Rosières-en-Santerre je francouzská obec v departementu Somme v regionu Hauts-de-France. V roce 2013 zde žilo 2 981 obyvatel.

## Poloha
Sousední obce jsou: Caix, Harbonnières, Méharicourt, Lihons, Vauvillers a Vrély.

## Vývoj počtu obyvatel
Počet obyvatel